# Močvarni petoprst
Močvarni petoprst (krvavo oko; lat. Comarum palustre; sin. Potentilla palustris), helofit, puzava trajnica iz porodice ružovki (Rosaceae) raširena po Euroazji i Sjevernoj Americič također i u Hrvatskoj'
Vrsta je nekada bila uključivana u rod Potentilla ili petoprst, pa joj otud i hrvatski naziv Močvarni petoprst; kod Josipa Karavle krvvo oko.